# Canthidium picipes
Canthidium picipes là một loài bọ cánh cứng trong họ Bọ hung (Scarabaeidae).